# Man (Band)
Man ist eine britische Rockband, die 1968 von Micky Jones, Roger „Deke“ Leonard, Clive „Clint“ John, Ray Williams und Jeff Jones gegründet wurde. Sie spielte eine Mischung aus Rock, Blues, Country, Folk und West Coast-Rock. Nach der Trennung 1977 reformierte sich die Band 1983 und 1992 und besteht seitdem bis heute. Ihren ausführlichen Werdegang schildert Deke Leonard in seinem seit 2009 in deutscher Sprache vorliegenden Buch Rhinos, Winos & Lunatics, das der Musiker und Publizist Jörg Gülden übersetzt hat.

## Bandgeschichte
1969 erschienen gleich zwei Alben von Man: Revelation und 2 Ozs of Plastic (With a Hole in the Middle). 1970 verließen Ray Williams und Jeff Jones die Band, für sie kamen Martin Ace und Terry Williams. Im selben Jahr kam das Album Man auf den Markt, 1971 folgte Do You Like It Here Now, Are You Setting In?. Bei der 1972er Produktion Be Good to Yourself at Least Once a Day verließ Leonard vorübergehend die Band, Ace und John hatten der Band ebenfalls den Rücken gekehrt. Stattdessen waren auf dem Album Phil Ryan und Michael „Will“ Youatt zu hören.
Ende 1973 stieß Tweke Lewis zur Band. Mans erste US-Tournee im Frühling 1974 verlief sehr erfolgreich. Noch im selben Jahr gab es erneut einen Besetzungswechsel. Leonard kehrte zur Band zurück. Außerdem kamen Ken Whaley und Malcolm Morley. Mit Back Into the Future kam Man erstmals in die britischen Charts. Außerdem erschien die LP Slow Motion.
Mit Rhinos, Winos and Lunatics (1974) und Maximum Darkness (1975) konnte Man den Erfolg von Back Into the Future wiederholen. Noch vor der Veröffentlichung der hochgelobten 1976er LP The Welsh Connection kam es zu Meinungsverschiedenheiten innerhalb der Band. Bei der Abschiedstournee 1977 durch die USA, Europa und Nordafrika wurde das Album All's Well That Ends Well aufgenommen.
1983 kam es zu einer Reunion von Man durch Leonard, Ace, Jones und Ex-Gentle-Giant-Drummer John Weathers. Im selben Jahr erschien Friday 13th.
Eine erneute Reformierung erfolgte 1992 mit Ace, Jones, Leonard und Weathers und dem Album Twang Dynasty. Es folgten Call Down the Moon (1995), Rare Man (1999), Endangered Species (2000), Undrugged (2002) und Man Alive (2003).
Eine personelle Veränderung brachte jetzt Musiker zweier Generationen auf die Bühne: Neben Martin Ace waren auch sein Sohn Josh (Gitarre, Keyboards), der 90s-Drummer Bob Richards und der Sohn des legendären Gitarristen und Man-Gründers Micky Jones, George (Gitarre, Gesang) mit von der Partie. Das Album Diamonds and Coal zeigte, dass Man weiterhin musikalisch präsent war.
Das Album Kingdom of Noise wurde 2009 in England und Deutschland mit Martin Ace, Josh Ace, Phil Ryan, Bob Richards und René Robrahn aufgenommen. Live ist Man mit Josh und Martin Ace, Phil Ryan, James Beck und René Robrahn zu sehen. Diese Besetzung ist auch für Reanimated Memories verantwortlich, dessen Material 2015 auf einem Konzert im legendären Londoner Pub The Half Moon im Stadtteil Putney präsentiert wurde.

## Diskografie

### Regulär veröffentlichte Alben
Die aufgeführten Alben sind diejenigen, die in zeitlicher Reihenfolge veröffentlicht wurden. Einige Live-Alben wurden später veröffentlicht.
- 1969 – Revelation
- 1969 – 2 Ozs of Plastic (with a Hole in the Middle)
- 1970 – Man
- 1971 – Do You Like It Here Now, Are You Settling In?
- 1972 – (Various Artists) – Greasy Truckers Party (2 songs: Spunk Rock, Angel Easy)
- 1972 – Live at the Padget Rooms, Penarth
- 1972 – Be Good to Yourself at Least Once a Day
- 1973 – Christmas at the Patti
- 1973 – Back Into the Future CD 1 Original Album
- 1973 – Back Into the Future CD 2 Live Roundhouse, Calk Farm, London Mixed 2008
- 1973 – Back Into the Future CD 3 Live Roundhouse, Calk Farm, London/Chipping Studios Mixed 2008
- 1974 – Rhinos, Winos, and Lunatics
- 1974 – Slow Motion
- 1975 – Maximum Darkness
- 1976 – The Welsh Connection
- 1976 – Alls Well That Ends Well
- 1983 – Friday 13th
- 1991 – The Twang Dynasty
- 1995 – Call Down the Moon
- 1998 – 1998 at the Star Club
- 2000 – Endangered Species
- 2002 – Down Town Live
- 2002 – Undrugged
- 2006 – Diamonds & Coal
- 2009 – Kingdom of Noise
- 2015 – Reanimated Memories
- 2022 – Life On The Road: On Air 1972 - 1983

### Archivalben und autorisierte Bootlegs
Die hier aufgeführten Alben enthalten später veröffentlichtes Archivmaterial und von der Band autorisierte Bootlegs.
- 1992 – To Live for to Die (aufgenommen 1970; veröffentlicht als The Honest One)
- 1998 – Live at the Rainbow 1972
- 1998 – The 1999 Party Tour (aufgenommen 1974)
- 1998 – Live in London 1975
- 1993 – Live at Reading '83 (aufgenommen 1983)
- 1994 – Live / Official Bootleg
- 1998 – Greasy Trucker Party (1972 als Doppel-LP veröffentlicht mit Brinsley Schwarz und Hawkwind)